# J (músico)
Jun Onose (小野瀬 潤, Onose Jun) (Hadano, Kanagawa - 12 de agosto de 1970) conhecido pelo nome artístico J, é um músico, produtor musical e compositor japonês, mais conhecido por ser baixista da banda japonesa Luna Sea. Depois a banda se separou em 2000, J concentrou-se em sua carreira solo, na qual performa vocais principais e baixo. Ele retornou ao Luna Sea quando eles se reuniram em agosto de 2010.

## Carreira
Em 1986, Inoran e seu amigo J formaram a banda Lunacy com alguns colegas de escola. Em 1989, convidaram Sugizo, Shinya e Ryuichi para fazerem parte da banda. Em 1991, Lunacy mudou seu nome para Luna Sea e lançaram seu primeiro álbum após serem descobertos por hide. Eles se tornaram muito bem-sucedidos, tendo vendido mais de 10 milhões de unidades certificadas no Japão, e são considerados uma das bandas mais influentes no movimento Visual kei.
Quando adolescente, foi roadie da banda Aion por cerca de dois anos.
Em 24 de julho de 2019, lançou seu décimo primeiro álbum de estúdio solo, intitulado Limitless. O álbum alcançou a 33° posição nas paradas da Oricon Albums Chart.

## Equipamento
J foi endossado pela ESP por 28 anos até maio de 2019. Seus muitos modelos de baixo com a marca venderam juntos mais de 50.000 cópias. Depois de encerrar seu contrato com a ESP, assinou contrato com a marca Fender.

## Discografia
Álbuns de estúdio
- Pyromania (24 de julho de 1997)
- Blood Muzik (27 de dezembro de 2001)
- Unstoppable Drive (27 de novembro de 2002)
- Red Room (19 de maio de 2004)
- Glaring Sun (7 de dezembro de 2005)
- Urge (14 de março de 2007)
- Ride (23 de abril de 2008)
- On Fire (21 de março de 2012)
- Freedom No.9 (23 de outubro de 2013)
- Eternal Flames (2 de setembro de 2015)
- Limitless (24 de julho de 2019)
- Lightning (2 de novembro de 2021)
- Blazing Notes (29 de janeiro de 2025)

EPs
- Igniter #081 (18 de julho de 2002)
- Crack Tracks (21 de agosto de 2002)
- Go with the Devil -Crack Tracks II- (9 de julho de 2003)
- Stars From The Broken Night (5 de agosto de 2009)
- Here Comes Nameless Sunrise (16 de dezembro de 2009)

Com Luna Sea